# Електроніка МС 1502
Електроніка МС 1502 — радянський персональний комп'ютер на процесорі КМ1810ВМ88, аналог IBM PC/XT на базі процесора Intel 8088. Конструктивно являв собою моноблок з клавіатурою, вбудованим блоком живлення, відеоконтролером, контролером магнітофона та контролерами портів ІРПР-М та ІРПС. Випускалась також модифікація з вбудованим контролером дисководу у внутріньому відсіку корпуса, на окремій платі. Мав два слоти розширення для підключення зовнішніх пристроїв. Зовнішній вигляд та внутрішнє компонування корпусу були успадковані від комп'ютера Електроніка МС 0511.
Особливістю комп'ютера була реалізація основної логіки материнської плати на п'ятьох БМК (КР1545ХМ10009, КР1545ХМ10012, КР1545ХМ10015, КР1545ХМ10031, КР1545ХМ10042), що дозволило значно спростити та здешевити конструкцію. Таким чином, даний комп'ютер можна вважати зібраним на спеціалізованому чипсеті, подібно сучасним персональним комп'ютерам.

## Технічні характеристики
- Центральний процесор: КМ1810ВМ88 на тактовій частоті 5,33 МГц
- Розрядність процесора: 16 біт
- Розрядність шини даних: 8 біт
- Пам'ять: ОЗП — 128 КБ, в тому числі відео-ОЗП; ПЗП з прошитою в ньому програмою «Монітор»
- Відеоконтролер: CGA, 32 КБ
- Частота кадрової синхронізації: 50 Гц
- Швидкість вводу-виводу інформації на магнитну стрічку: 1200 бод
- Швидкість обміну послідовного інтерфейсу: 9600 бод
- Діапазон частот в каналі формування звукового сигналу: 50-16000 Гц
- Кількість роз'ємів каналу розширення: 2
- Час готовності до роботи після включення живлення: не більше 2 хв.
- Споживана потужнісь: 30 Вт
- Модуль розширення ОЗП: 512 КБ

## Інтерфейси
- Паралельний інтерфейс: ІРПР-М (Centronics)
- Послідовний інтерфейс: ІРПС «струмова петля»
- Контролер дисководу 5,25 дюйма (реалізований на ВІС КР1818ВГ93), підтримує роботу з дисководами з характеристиками:
  - кількість доріжок на поверхні диску: 80
  - кількість робочих поверхонь диску: 2
  - число каналів спряження с НГМД: 1
  - число адресованих приводів НГМД: 2
  - швидкість обміну: 250 Кбіт/с

## Програмне забезпечення
Комп'ютер мав високую програмну сумісність з сімейством комп'ютерів IBM на процесорі i8088. При підключенні дисководу, користувачу відкривався широкий вибір програмного забезпечення для i8088, обмеженняя були тілько в оперативній пам'яти - 640 КБ і в підтримці CGA.
Більша частина оригінального програмного забезпечення для МС-1502 входила в базовий варіант з підтримкою касетного інтерфейсу. Користувачу пропонувались дві записані касети: перша з них містила оригінальні ігрові програми для навчання дітей арифметиці, англійській мові, розвитку логічного мислення, а також досить цікаві логічні ігри (ряд яких не мають аналогів); друга касета містила просту табличну базу даних, текстовий редактор та програму для навчання набору на клавіатурі сліпим методом.
При допомозі модуля розширення користувач мав можливість підключити інтерпретатор Бейсік-К, що був аналогом Microsoft BasicA.
Як і на більшості радянських машин з підтримкою касетного інтерфейсу, основною управляючою програмою являвся "Монітор", який дозволяв зчитувати та зберігати дані в машиних кодах, працювати з пам'ятю комп'ютера та запускати окремими командами інтерпретатор Бейсік-К.
Для користувачів з дисководом пропонувалась власна операційна система - OTS (One Track System), яка могла працювати з ОЗП від 128 Кб, додатково в неї входили програми для переносу даних с касет на диск.

## Емуляція
Емулятор MAME має драйвер mc1502.